# ليلة السنوات العشر
ليلة السنوات العشر رواية للكاتب التونسي محمد الصالح الجابري ونشرت سنة 1982. وتم اختيار الرواية ضمن أفضل مائة رواية عربية. كما تم تحويل الرواية إلى فيلم سينيمائي في سنة 1990 تحت إخراج إبراهيم باباي وبطولة رؤوف بن عمر وسنية عمار وحمادى خليل محمد الهادي.

## ملخص الرواية
تدور أحداث الرواية حول ثلاثة شخصيات (لمياء ونجيب ومروان) وهم زملاء من أيام الدراسة، وتعرض الرواية التقائهم من جديد بعد عشر سنوات ويقوم كل واحد منهم بسرد ما حدث له في العشر سنوات الماضية. كما تتبع الرواية أحداث محيطهم، أي الضغوط الاجتماعية والسياسية التي كانت واقعة في تونس في وقت الرواية. وتبين الرواية سرعة مرور الوقت وكثرة الأحداث التي ممكن حدوثها في هذه الفترة.

## نقد وتحليل أدبي
يجتمع الشخصيات الثلاثة في بداية الرواية تجمعهم روح الثورة والأحلام والإرادة والعزيمة لتغيير الأشياء قبل أن تتراجع أحلامهم وتكمد نار ثورتهم. تطرح الرواية مسألة (الكآبة الثورية) أو ما يعرف ب (mélancolie révolutionnaire) وهي كآبة تصاحب العجز عن تحقيق الآمال والأحلام الثورية وتعرض الرواية هذه الظاهرة عن طريق الشخصيات الثلاثة وتجسد كآبة المحيط التونسي بعد عشر سنوات من الثورة. ويستخدم المخرج إبراهيم باباي القصة لمعالجة الخلفيات الاقتصادية والسياسية التي أدت إلى أحداث 26 يناير 1978 أو (الخميس الأسود).

## اقتباسات
«خمسة عشر سنة مرت على ذاك الحدث، كم هي قصيرة الحياة، دلف إلى الحمام بعد أن تعب في البحث عنه، تلذذ حرارة البخار الصاعدة منه، استلقى بكل ثقله عند النحاسة (البيت الذي يغلى فيه الماء)، طافت به الذاكرة عند الأهل، كيف سيتصل بهم، لم يعد يذكر رقم عمه الوحيد في القرية والأموال التي تركت له في السجن هي فقط ثلاثون دينارا قد لا تكفيه لمبيت ليلة ولعشاء وتبغ، وتذكر فجأة أن له رفيقا صديقا شهر الجنيور الوحيد الذي يشتغل وقتها ويتزود منه أحيانا ببعض الدراهم، سمى هكذا لكونه مهندس سياقة يذكر مكتبه في لافايات في إدارة جوازات السياقة بوزارة النقل، هل ترى مازال هناك؟»